# Teo Usuelli
Teo Usuelli (Reggio Emilia, 13 dicembre 1920 – Roma, 13 aprile 2009) è stato un compositore italiano.

## Biografia
Teo Usuelli nacque "casualmente" (diceva lui) a Reggio Emilia nel 1920. Alla fine degli anni trenta si trasferì a Milano per seguire i corsi di composizione presso il Conservatorio "Giuseppe Verdi", diplomandosi quindi in canto corale, musica e polifonia. 
Dopo essere stato partigiano nella seconda guerra mondiale, nel 1948 si trasferì a Roma, dove iniziò la sua attività di compositore per il cinema ed il teatro; lavorò anche per la televisione e per le colonne sonore di documentari, tra cui quelli di Michelangelo Antonioni, sino all'incontro con il regista Marcello Baldi, che gli commissionerà le musiche per il film Italia K2.
La conquista italiana del K2,  grazie alla storica ascensione di Lacedelli e Compagnoni il 31 luglio 1954, venne celebrata nel 1955 dal film  Italia K2: le musiche originali furono arrangiate da Teo Usuelli ed eseguite dal Coro della SAT di Trento. In quella circostanza Usuelli rielaborò due famosi canti popolari della Val d'Aosta, Belle rose du Printemps e Montagnes valdotaines. Nella prima parte del film Usuelli era chiamato a sottolineare una grandiosa scena panoramica sulle Alpi e, con esso, a descrivere la gioia del vivere in montagna. Per farlo elaborò un brano popolare della Valle d'Aosta, Belle Rose du Printemps, appunto, che ebbe una notevole diffusione ed è tuttora patrimonio di numerosi cori di montagna. Complice di questo successo, a dir del vero, la cultura Trobadorica, a cui è riconducibile il testo originale. Intervistato telefonicamente, nel 2005 dal giornalista Gabriele Arlotti, Usuelli riveò: "Cercavo un canto particolare che ben si adattasse alle montagne. In Belle Rose trovai la suggestione che cercavo". Montagnes valdotaines commentava la sequenza in cui lo sfortunato scalatore Mario Puchoz, esanime, veniva calato a valle dai compagni. 
Nel 1959 conobbe Marco Ferreri di cui comporrà le colonne sonore della maggior parte dei film.
Fu autore di importanti canzoni alla fine degli anni cinquanta tra cui Meravigliose labbra, lanciata nel 1959 da Johnny Dorelli.
Fu anche un importante ricercatore nel campo della musica medievale e rinascimentale, trascrivendo in chiave moderna canti popolari e corali, nonché insegnante e docente di composizione presso i Conservatori di Bologna, l'Aquila e Trento.
Aveva sposato l'attrice e doppiatrice Deddi Savagnone, sorella di Rita Savagnone.

## Filmografia
- La funivia del Faloria, regia di Michelangelo Antonioni - cortometraggio (1950)
- Colpa del sole, regia di Alberto Moravia - cortometraggio (1951)
- Pittori di provincia (I macchiaioli), regia di Lucio Fulci - cortometraggio (1953)
- Cento anni d'amore, regia di Lionello De Felice (1954) - episodi Purificazione e Nozze d'oro
- Italia K2, regia di Marcello Baldi (1954)
- L'angelo custode, regia di Giuliano Tomei (1957)
- Un giorno in Europa, regia di Emilio Marsili (1958)
- Il raccomandato di ferro, regia di Marcello Baldi (1959)
- Madri pericolose, regia di Domenico Paolella (1960)
- Akiko, regia di Luigi Filippo D'Amico (1961)
- I patriarchi, regia di Marcello Baldi (1963)
- Una storia moderna - L'ape regina, regia di Marco Ferreri (1963)
- Mondo nudo, regia di Francesco De Feo (1963)
- Giacobbe - L'uomo che lottò con Dio, regia di Marcello Baldi (1963)
- Le schiave esistono ancora, regia di Roberto Malenotti (1964)
- Controsesso, regia di Marco Ferreri (1964)
- La donna scimmia, regia di Marco Ferreri (1964)
- La suora giovane, regia di Bruno Paolinelli (1964)
- L'uomo dei cinque palloni, regia di Marco Ferreri (1965)
- Saul e David, regia di Marcello Baldi (1965)
- Agente S03 operazione Atlantide, regia di Domenico Paolella (1965)
- I grandi condottieri, regia di Marcello Baldi (1965)
- Oggi, domani, dopodomani, regia di Marco Ferreri (1965)
- Marcia nuziale, regia di Marco Ferreri (1966)
- Borman, regia di Bruno Paolinelli (1966)
- Il fischio al naso, regia di Ugo Tognazzi (1967)
- Una rete piena di sabbia, regia di Elio Ruffo (1967)
- Il limbo, regia di Riccardo Ghione (1968)
- La rivoluzione sessuale, regia di Riccardo Ghione (1968)
- Dillinger è morto, regia di Marco Ferreri (1969)
- Revenge, regia di Pino Tosini (1969)
- La scoperta, regia di Elio Piccon (1969)
- Il seme dell'uomo, regia di Marco Ferreri (1969)
- Bocche cucite, regia di Pino Tosini (1970)
- Mio Mao - Fatiche ed avventure di alcuni giovani occidentali per introdurre il vizio in Cina, regia di Nicolò Ferrari (1970)
- Michele Strogoff, corriere dello zar, regia di Eriprando Visconti (1970)
- L'asino d'oro: processo per fatti strani contro Lucius Apuleius cittadino romano, regia di Sergio Spina (1970)
- L'udienza, regia di Marco Ferreri (1972)
- Alla ricerca del piacere, regia di Silvio Amadio (1972)
- 7 cervelli per un colpo perfetto (Trois Milliards sans ascenseur), regia di Roger Pigaut (1972)
- Il prato macchiato di rosso, regia di Riccardo Ghione (1975)
- Il solco di pesca, regia di Maurizio Liverani (1976)
- La Repubblica di Mussolini RSI, regia di Angelo Grimaldi (1976)

## Programmi radio RAI
- Concerto del quintetto vocale polifonico Città di Milano diretto da Teo Usuelli, in onda sulla Rete azzurra il 19 gennaio 1949.
- Musica da camera, concerto polifonico diretto da Teo Usuelli, in onda il 3 ottobre (1950)